# ネーデルラント駐留ドイツ国防軍司令官名誉章
ネーデルラント駐留ドイツ国防軍司令官名誉章（ドイツ語: Ehrenplakette des Wehrmachtbefehlshabers in den Niederlanden）は、ナチス・ドイツの勲章。空軍名誉章の一つ。

## 概要
ネーデルラント駐留ドイツ国防軍司令官だったフリードリッヒ・クリスチャンセン航空兵大将が寄贈する形で制定された。
高さ173mm、幅130mmになるメダルは白色合金で出来ており、メダルの上3分の1にはドイツ空軍の象徴であるハーケンクロイツを掴んだ鷲が描かれていた。そして、2行にわたって FÜR HERVORRAGENDE / LEISTUNGEN（素晴らしい戦意と功績のために）の文言が刻まれている。さらに、受章者の名前を入れる欄を空けた上で3行にわたって DER WEHRMACHTBEFEHLSHABER / IN DEN NIEDERLANDEN / Fr. Christiansen（ネーデルラント駐留ドイツ国防軍司令官フリードリヒ・クリスチャンセン）と記されていた。
このメダルの縁から4mmのところが縞模様で飾られていた。